# 冯达仕
冯达仕（1915年—1992年），男，四川邻水人，中华人民共和国小麦育种专家，曾任四川省政协副主席，第六届全国政协委员。